# Lhuis
Lhuis és un municipi francès situat al departament de l'Ain i a la regió d'Alvèrnia-Roine-Alps. L'any 2007 tenia 809 habitants.

## Demografia

### Població
El 2007 la població de fet de Lhuis era de 809 persones. Hi havia 318 famílies de les quals 92 eren unipersonals (52 homes vivint sols i 40 dones vivint soles), 113 parelles sense fills, 101 parelles amb fills i 12 famílies monoparentals amb fills.
La població ha evolucionat segons el següent gràfic:
Habitants censats

### Habitatges
El 2007 hi havia 474 habitatges, 321 eren l'habitatge principal de la família, 106 eren segones residències i 47 estaven desocupats. 435 eren cases i 37 eren apartaments. Dels 321 habitatges principals, 235 estaven ocupats pels seus propietaris, 60 estaven llogats i ocupats pels llogaters i 25 estaven cedits a títol gratuït; 1 tenia una cambra, 16 en tenien dues, 46 en tenien tres, 75 en tenien quatre i 182 en tenien cinc o més. 238 habitatges disposaven pel capbaix d'una plaça de pàrquing. A 143 habitatges hi havia un automòbil i a 152 n'hi havia dos o més.

### Piràmide de població
La piràmide de població per edats i sexe el 2009 era:
| Homes | Edats   | Dones |
| ----- | ------- | ----- |
| 4     | 95 o +  | 12    |
| 4     | 90 a 94 | 24    |
| 8     | 85 a 89 | 24    |
| 8     | 80 a 84 | 4     |
| 8     | 75 a 79 | 16    |
| 20    | 70 a 74 | 8     |
| 28    | 65 a 69 | 20    |
| 16    | 60 a 64 | 24    |
| 20    | 55 a 59 | 16    |
| 20    | 50 a 54 | 20    |
| 32    | 45 a 49 | 36    |
| 40    | 40 a 44 | 24    |
| 16    | 35 a 39 | 32    |
| 16    | 30 a 34 | 20    |
| 20    | 25 a 29 | 20    |
| 24    | 20 a 24 | 16    |
| 20    | 15 a 19 | 24    |
| 36    | 10 a 14 | 16    |
| 12    | 5 a 9   | 24    |
| 20    | 0 a 4   | 32    |

## Economia
El 2007 la població en edat de treballar era de 488 persones, 372 eren actives i 116 eren inactives. De les 372 persones actives 349 estaven ocupades (182 homes i 167 dones) i 23 estaven aturades (9 homes i 14 dones). De les 116 persones inactives 50 estaven jubilades, 29 estaven estudiant i 37 estaven classificades com a «altres inactius».

### Ingressos
El 2009 a Lhuis hi havia 348 unitats fiscals que integraven 826 persones, la mediana anual d'ingressos fiscals per persona era de 18.093 €.

### Activitats econòmiques
Dels 51 establiments que hi havia el 2007, 1 era d'una empresa extractiva, 1 d'una empresa alimentària, 2 d'empreses de fabricació de material elèctric, 4 d'empreses de fabricació d'altres productes industrials, 11 d'empreses de construcció, 9 d'empreses de comerç i reparació d'automòbils, 5 d'empreses de transport, 3 d'empreses d'hostatgeria i restauració, 2 d'empreses financeres, 4 d'empreses immobiliàries, 5 d'empreses de serveis, 2 d'entitats de l'administració pública i 2 d'empreses classificades com a «altres activitats de serveis».
Dels 22 establiments de servei als particulars que hi havia el 2009, 1 era una gendarmeria, 1 oficina de correu, 2 oficines bancàries, 3 tallers de reparació d'automòbils i de material agrícola, 2 paletes, 2 guixaires pintors, 3 fusteries, 1 lampisteria, 1 electricista, 1 perruqueria, 3 restaurants i 2 agències immobiliàries.
Dels 4 establiments comercials que hi havia el 2009, 1 era una botiga de menys de 120 m², 1 una fleca i 2 drogueries.
L'any 2000 a Lhuis hi havia 24 explotacions agrícoles que ocupaven un total de 649 hectàrees.

## Equipaments sanitaris i escolars
El 2009 hi havia una escola elemental.

## Poblacions més properes
El següent diagrama mostra les poblacions més properes.